# Nancy Garapick
Nancy Garapick (n. 24 septembrie 1961, Halifax, Nova Scotia, Canada) este o înotătoare ce a reprezentat Canada, medaliată olimpică. A participat la o ediție a Jocurilor Olimpice (1976) în care a câștigat 3 medalii de bronz.